# Louis Vival
Louis Vival, né le 24 août 1847 à Figeac (Lot) et mort le 18 août 1906 à Paris, est un homme politique français.

## Biographie
Propriétaire terrien et avoué à Figeac. Il est maire de Figeac et conseiller général du canton de Figeac-Ouest de 1883 à 1906 puis député du Lot de 1889 à 1906, siégeant au groupe de la Gauche radicale.

## Sources
- « Louis Vival », dans le Dictionnaire des parlementaires français (1889-1940), sous la direction de Jean Jolly, PUF, 1960 [détail de l’édition]